# Иберијски рат
Иберијски рат је вођен од 526. до 532. године између Источног римског царства (Византије) и Сасанидске Персије око превласти над краљевином Иберијом, која се простирала у источним и јужним деловима данашње Грузије.

## Узроци
Након рата Анастасијевог персијског рата, две суперсиле античког света су скопиле 505. године мир на седам година. Упркос протестима персијског краља Кавада I, византијски цар Анастасије I је утврдио римску границу изградњом Теодосиопоља и Амиде (преименоване у Анастасиопољ).
Ипак, интереси Персије и Византије су се сукобљавали у маленим кавкаским краљевинама Иберији и Лазики (западни део данашње Грузије). Краљевске породице у Закавказју су примиле хришћанство и природно је да су ослонац тражиле у лику византијског цара, Божијег намесника на Земљи. Са друге стране, за Византинце је било важно владари Иберије и Лазике бране Персијанцима излаз на Црно море, одакле би сасанидски краљеви могли да покрену поморски поход на Константинопољ.
До промене равнотеже у византијску корист дошло је 522. када је краљ Лазике Чат посетио Цариград и уместо од персијског краља затражио признање своје титуле од цара Јустина I. Цар је том приликом кумовао Чату на крштењу и оженио га је римском невестом. Кавад је покушао да наговори Сабире, закавкаске коњанике сродне Хунима, да нападну византијске територије. Јустин је пак скренуо персијском краљу пажњу да сабирски поглавар у исто време преговара и са њим. Након тога Кавад је истребио Сабире и прихватио је Јустина за свог пријатеља. Кавад је имао неколико синова, али је желео да га наследи трећи по старини Хозроје. У том циљу, како би истакао Хозројев престиж, затражио је од Јустина да усини Хозроја. Након консултовања са својим правницима, Јустин је понудио да адоптира Хозроја по варварским, а не римским обичајима, како Хозроје не би могао да претендује на византијску круну. Кавад је овакав одговор примио као увреду која је изједначавала његову породицу са владарима „варварских“ Гота. 

## Рат
Кавад је затим без најаве 526. упао у Иберију и затражио од локалне династије да одбаци хришћанство и прихвати зороастризам, доминантну религију Сасанидске Персије. Иберијска владарска породица је затим побегла у Цариград и Персијанци су заузели Иберију.
Нешто пре Јустинове смрти 1. августа 527. године римска војска је узвратила тако што је похарала Парсарменију, део Јерменије под персијском контролом. Јустина је наследио његов сестрић Јустинијан I који је желео да што пре закључи мировни споразум са Персијанцима. Рат се међутим одужио и персијски савезник, Ал Мундур, поглавар Лахмидских Арапа, је 529. опљачкао римску Сирију готово све до метрополе Антиохије. Персијска војска која је наступала након арапских крајишника је неодлучно кренула на Антиохију, али се брзо повукла на вести о доласку бројне византијске војске. Приликом преласка Еуфрата због неуредног повлачења велики број персијских ратника се удавио у реци.
Персијанци су 530. покушали да заузму стратешки важну тврђаву Дару, тако да је Јустинијан упутио војску од 25 000 војника на челу са даровитим Велизаром. После дводневних борби у бици код Даре Велизар је убедљиво поразио персијску војску од 40.000 људи што је по сведоку догађаја, Прокопију из Цезареје била прва византијска победа над толико бројнијом персијском војском после дуже времена.
Рат је настављен и 531. године, али је овога пута ратна срећа била на персијској страни. Велизар је пресрео малобројнију персијску војску, која се управо враћала из пљачке римске Сирије, код Калиника на Еуфрату. Овога пута, у бици код Калиника 19. априла 531. Византинци су претрпели пораз, а Велизар је оставио своје официре да спасавају растурене бојне редове и повукао се у утврђени Калиник. Убрзо је смењен са места врховног заповедника војске на Истоку и опозван у Цариград.

## Исход и последице
Кавад је преминуо 13. септембра 531. године и Хозроје I Ануширван га је наследио не без потреса. Јустинијан је у то време већ планирао амбициозну обнову римске власти на Западу и није жалио цену како би склопио мир на Истоку. Два владара су тако у септембру 532. склопили Вечни мир под условом да Персијанци задрже Иберију и врате Царству све територије које су заузели након Јустинијановог доласка на престо. Јустинијан је са своје стране пристао да исплати Хозроју огромну суму од 11 000 фунти злата, али је бар обезбедио византијски превласт у Лазики.
Склапање Вечног мира је омогућило Јустинијану да поведе успешне ратове са Вандалима у Африци и доцније са Источним Готима у Италији. Међутим, управо ће успех Јустинијанових ратова на Западу довести до тога да Хозроје 540. прекрши мировни споразум и покрене нови рат против Византије.